# پارک ملی زابایکالسکی
پارک ملی زابایکالسکی (انگلیسی: Zabaykalsky National Park) یک پارک ملی حفاظت‌شده در استان بوریاتیای کشور روسیه است.